# Peter Lucius
Petrus Lucius (* 14. August 1590 in Altenstädten; † 4. September 1656 in Rinteln) war Universitätsdrucker (Academiæ Typographus) an der Alma Ernestina von 1622 bis 1656.

## Leben
Petrus Lucius wurde 1590 in Altenstädten (vermutlich in der Wetterau oder Hohenahr) geboren. Er war von 1621 bis 1621 Buchdrucker in Gießen. Im Jahre 1622 wurde er als Universitätsbuchdrucker an die Universität Rinteln („Alma Ernestina“) bestellt. Unter seiner Regie wurden die so genannten „Leichenpredigten“ aus 1627, 1645, 1652, 1656 gedruckt und bekannt. 1639 und 1659 druckte er die Werke über Horaz von Andreas Heinrich Bucholtz. Bis zu seinem Tode stellte er seine Universitätsdrucke auch auf der Buchmesse in Frankfurt am Main aus, zuletzt ein Programm von 77 Büchern. Die Universitätsdruckerei der Alma Ernestina wurde nach seinem Tode von seiner Frau Agnes weitergeführt.
Lucius heiratete am 21. Februar 1620 Agnes Bonau (auch: Baunag, 1602–1665). Aus der Ehe gingen vier Kinder hervor. Sein Sohn Anthonius Lucius (1635–1704) war ein bekannter Gelehrter seiner Zeit und vom 4. April 1663 bis 1670 außerordentlicher Professor an der juristischen Fakultät der Universität Rinteln.
Petrus Lucius war ein maßgeblicher Buchdrucker seiner Zeit. In seiner Druckerei erschienen 1630 „Processus juridicus contra sagas et veneficos“ von Hermann Goehausen und 1631 „Cautio Criminalis“ von Friedrich Spee von Langenfeld.